# Schloss Thallhofen
Das abgekommene Schloss Thallhofen befand sich in der sog. Oberen Vorstadt von Linz (Kaisergasse 9).

## Geschichte
Bereits 1688 ist eine „Seelamtsstiftung“ der Elisabeth Klara Zehnerin von Thallhofen, Witwe nach Lorenz Zehner, Pfleger zu Ort, bekannt. Das Landschlösschen selbst wurde 1717 von Johann Benedikt Zechner von Thallhofen, Obermauteinnehmer, erbaut. Als Besitzer werden genannt: Johann Benedikt Zechner (1717–1730), Josef Zächer von Sonnenstein, k.k. Landrat und Kreishauptmann vom Traunkreis (1771–1798), Franz und Michael Plank (1798–1813), Franz Plank (1818–1825), Daniel Bauer, Ferdinand Bauer und Emma Berndl (1825–1841), Maria Anna Bauer (1842), Kaltenböck (1959).
Thallhofen war ein schlossartiger Barockbau mit besonders reicher Giebelgestaltung.

## Thallhofen heute
In Stadtplänen von Linz führte Thallhofen die Bezeichnung Untere Vorstadt 148 (1771–1801) bzw. Untere Vorstadt 39 (1801–1812). Später wird als Adresse Kaisergasse 9 angegeben. Diese Adresse ist heute nicht mehr existent.
Im Zweiten Weltkrieg wurden die Steinfiguren im Park des Schlosses durch Bomben zerstört und dann entfernt. Das Schloss selbst wurde abgebrochen. In diesem Stadtbereich befinden sich heute Überbauungen mit Miets- und Geschäftshäusern.